# Калашкин, Павел Александрович
Павел Александрович Калашкин (родился 29 сентября 1970 года в Казани) — российский регбист и регбийный тренер, действующий главный тренер сборной России по пляжному регби. Мастер спорта России.

## Биография
Известен по своим выступлениям за казанский клуб «Стрела», неоднократный чемпион и обладатель Кубка России по регбилиг. В составе сборной России по регбилиг провёл три матча на чемпионате мира 2000 года, выходя во всех случаях на замену.
В качестве тренера известен по работе с казанским регбийным клубом «Энергия», пост президента которого также занимал (выиграл с ним ФРЛ-2014), и казанским регбилиг-клубом «Стрела». Исполнительный директор Федерации регби Республики Татарстан, организатор регбийных соревнований летней Универсиады 2013 года.